# Ephraim Stern
Pour les articles homonymes, voir Stern.
Ephraim Stern (né le 15 janvier 1934 à Haïfa et mort le 23 mars 2018) est un archéologue israélien spécialiste de l’Israël antique et des Phéniciens.

## Biographie
Ephraim Stern est né à Haïfa. Il a étudié l’archéologie à université hébraïque de Jérusalem et a obtenu son doctorat en 1968. Il a participé à la création de l’Institut pour l’archéologie de l’université de Tel-Aviv où il a enseigné pendant 8 ans. Il a ensuite enseigné à Jérusalem jusqu’en 2002.
Il a participé à des nombreuses fouilles archéologiques, dont celles de Massada, Hazor, Tel Beer Sheva, Qadesh d'Issacar (dans la vallée de Jezreel) et Tel Mevorakh. De 1980 à 2000, il a dirigé les fouilles de Tel Dor.
Il a enseigné à l'université hébraïque de Jérusalem et a travaillé pour l'Israel Exploration Society. Il est l’éditeur de la New Encyclopedia of Archaeological Excavations in the Holy Land (4 volumes en hébreu publiés en 1992 et en anglais en 1993, un 5e volume en anglais publié en 2008) ainsi que de la revue Qadmoniot.